# حسین هوشیار
حسین هوشیار (زاده ۱۹ بهمن ۱۳۶۲) دروازه‌بان سابق و مربی فوتبال اهل ایران است. هوشیار سابقه بازی در تیم‌های پیام مشهد، شهرداری یاسوج و پرسپولیس را دارد، وی در سال ۱۳۹۱ به تیم ابومسلم پیوست.